# Jarzinho Pieter
Jairzinho Saul Emmanuel Pieter (Willemstad, 11 de novembro de 1987 – Porto Príncipe, 9 de setembro de 2019) foi um futebolista curaçauense que atuou como goleiro. Defendeu pela última vez o RKSV Centro Dominguito.

## Carreira internacional
Pieter jogou sua primeira partida pela seleção internacional contra Aruba, em 14 de novembro de 2013, pelo Torneio ABCS. O placar final foi de 2–0 para os curaçauenses.

## Morte
No dia 9 de setembro de 2019, ele teve uma parada cardíaca e faleceu em um hotel de Porto Príncipe, onde disputaria jogo contra a seleção do Haiti, pela Liga das Nações da Concacaf.

## Títulos

### Centro Dominguito
- Liga MCB: 2012, 2013 e 2015[carece de fontes?]